# Rollerski-Weltmeisterschaften 2013

Logo der Rollerski-Weltmeisterschaften 2013

Die 7. Rollerski-Weltmeisterschaften fanden vom 3. bis 8. September 2013 in Bad Peterstal, Deutschland statt. Die Weltmeisterschaften gehörten zum Rollerski-Weltcup. Parallel zu den Erwachsenen-Wettbewerben wurden jeweils auch Junioren-Wettbewerbe ausgetragen.

## Wettbewerbe
Ausgetragen wurden vier Wettbewerbe. Das Einzelrennen und der Teamsprint liefen durch Oberkirch, Sprint und Bergsprint durch Bad Peterstal.

## Teilnehmer
Inklusive Ersatzleuten, die nur an den Trainingsdurchgängen teilnahmen, wurden 86 Athleten aus 15 Ländern für die Weltmeisterschaften gemeldet. Das stärkste Teilnehmerfeld entsandte Russland mit 16 Teilnehmern, vor Deutschland mit 11 und Norwegen mit 10 Teilnehmern. Mit nur einem Teilnehmer starteten hingegen Kasachstan, Kroatien, Tschechien und Weißrussland.
| - Deutschland (11) - Frankreich (6) - Griechenland (3) - Italien (8) - Kasachstan (1) | - Kroatien (1) - Norwegen (10) - Rumänien (4) - Russland (16) - Schweden (9) | - Slowakei (3) - Slowenien (7) - Tschechien (1) - Ukraine (5) - Belarus (1) |

Für die Junioren-Wettbewerbe wurden zudem 50 Teilnehmer aus 11 Ländern gemeldet.

## Medaillenspiegel
| Medaillenspiegel der Rollerski-Weltmeisterschaften 2013 Endstand nach 8 Entscheidungen |             |      |        |        |        |
| Platz                                                                                  | Land        | Gold | Silber | Bronze | Gesamt |
| 1                                                                                      | Italien     | 3    | 2      | –      | 5      |
| 2                                                                                      | Schweden    | 2    | 2      | 2      | 6      |
| 3                                                                                      | Russland    | 1    | 2      | 3      | 6      |
| 4                                                                                      | Norwegen    | 1    | 1      | 1      | 3      |
| 5                                                                                      | Deutschland | 1    | –      | 1      | 2      |
| 6                                                                                      | Rumänien    | –    | 1      | –      | 1      |
| 7                                                                                      | Ukraine     | –    | –      | 1      | 1      |

## Ergebnisse

### Männer

#### Einzelrennen 20 kmFreistil
| Platz | Land                | Sportler   |
| ----- | ------------------- | ---------- |
| 1     | Eugenio Bianchi     | Italien    |
| 2     | Robin Nurum         | Schweden   |
| 3     | Anders Svanebo      | Schweden   |
| 4     | Romain Claudon      | Frankreich |
| 5     | Alfio Di Gregorio   | Italien    |
| 6     | Marcus Johansson    | Schweden   |
| 7     | Baptiste Noel       | Frankreich |
| 8     | Iwan Solodow        | Russland   |
| 9     | Joakim Engström     | Schweden   |
| 10    | Dmitriy Ploskonosow | Russland   |

Datum: 4. September 2013
Sechs der 32 gemeldeten Teilnehmer gingen nicht an den Start. Zudem wurde der Norweger Marius Casperse Falla wegen Verlassens der Strecke disqualifiziert.

#### Sprint 250 m Freistil
| Platz | Land                    | Sportler   |
| ----- | ----------------------- | ---------- |
| 1     | Alessio Berlanda        | Italien    |
| 2     | Emanuele Sbabo          | Italien    |
| 3     | Ragnar Bragvin Andresen | Norwegen   |
| 4     | Viktor Karasev          | Russland   |
| 5     | Jostein Olafsen         | Norwegen   |
| 6     | Andrey Melikov          | Russland   |
| 7     | Ludvig Soegnen Jensen   | Norwegen   |
| 8     | Igor Cuny               | Frankreich |
| 9     | Folco Edoardo Pizzutti  | Italien    |
| 10    | Dimitry Voronin         | Russland   |

Datum: 5. September 2013
Insgesamt starteten 24 Teilnehmer im Sprint, von welchen sich die 16 Schnellsten für das Achtelfinale qualifizieren mussten. Danach entschied man über das K.-o.-System über die Paarungen im Achtel-, Viertel- und Halbfinale. Das Finale bestritten schließlich die beiden Italiener Alessio Berlanda und Emanuele Sbabo.

#### Teamsprint 5 × 1,5 km Freistil
| Platz | Land                                  | Sportler    |
| ----- | ------------------------------------- | ----------- |
| 1     | Martin Hammer Ragnar Bragvin Andresen | Norwegen    |
| 2     | Eugenio Bianchi Emanuele Sbabo        | Italien     |
| 3     | Anders Svanebo Robin Norum            | Schweden    |
| 4     | Pawel Korosteljow Ivan Solodov        | Russland    |
| 5     | Lennart Metz Alexander Wolz           | Deutschland |

Datum: 7. September 2013

#### Massenstart/Bergsprint 11,3 km klassisch
| Platz | Land                      | Sportler    |
| ----- | ------------------------- | ----------- |
| 1     | Sergio Bonaldi            | Italien     |
| 2     | Paul Constantin Pepene    | Rumänien    |
| 3     | Ivan Solodov              | Russland    |
| 4     | Marcus Johansson          | Schweden    |
| 5     | Anders Svanebo            | Schweden    |
| 6     | Eugenio Bianchi           | Italien     |
| 7     | Markus Johansen Westgaard | Norwegen    |
| 8     | Florian Rohde             | Deutschland |
| 9     | Robin Norum               | Schweden    |
| 10    | Andrey Smolianin          | Russland    |

Datum: 8. September 2013

### Frauen

#### Einzelrennen 15 km Freistil
| Platz | Land                  | Sportler   |
| ----- | --------------------- | ---------- |
| 1     | Ksenia Konohova       | Russland   |
| 2     | Waljanzina Kaminskaja | Belarus    |
| 3     | Svetlana Hvostunkova  | Russland   |
| 4     | Nadezhda Izhutina     | Russland   |
| 5     | Anna Grushina         | Russland   |
| 6     | Marion Colin          | Frankreich |
| 7     | Terese Andersson      | Schweden   |
| 8     | Maria Nordström       | Schweden   |
| 9     | Nina Broznić          | Kroatien   |
| 10    | Karolina Bicova       | Tschechien |

Datum: 4. September 2013
Sechs der 18 gemeldeten Teilnehmerinnen gingen nicht an den Start. Zudem wurde die Ukrainerin Kateryna Serdjuk wegen Verlassens der Strecke disqualifiziert.

#### Sprint 250 m Freistil
| Platz | Land                  | Sportler   |
| ----- | --------------------- | ---------- |
| 1     | Maria Magnusson       | Schweden   |
| 2     | Anastasia Voronina    | Russland   |
| 3     | Ulyana Gavrilova      | Russland   |
| 4     | Elena Ektova          | Russland   |
| 5     | Terese Andersson      | Schweden   |
| 6     | Waljanzina Kaminskaja | Belarus    |
| 7     | Maryna Lissohor       | Ukraine    |
| 8     | Marion Colin          | Frankreich |
| 9     | Nina Broznić          | Kroatien   |
| 10    | Ksenia Konohova       | Russland   |

Datum: 5. September 2013
Insgesamt starteten 14 Teilnehmer im Sprint, welcher ohne Qualifikation direkt im Achtelfinale startete. Danach entschied man über das K.-o.-System über die Paarungen im Viertel- und Halbfinale. Das Finale bestritten schließlich Maria Magnusson und Anastasia Voronina.

#### Teamsprint 3 × 1,5 km Freistil
| Platz | Land                              | Sportler    |
| ----- | --------------------------------- | ----------- |
| 1     | Elena Ektova Ksenia Konohova      | Russland    |
| 2     | Terese Anderesson Maria Magnusson | Schweden    |
| 3     | Kateryna Serdjuk Maryna Lissohor  | Ukraine     |
| 4     | Lydia Sabaditsch Lucia Anger      | Deutschland |

Datum: 7. September 2013

#### Massenstart/Bergsprint 11,3 km klassisch
| Platz | Land                 | Sportler    |
| ----- | -------------------- | ----------- |
| 1     | Katrin Zeller        | Deutschland |
| 2     | Svetlana Hvostunkova | Russland    |
| 3     | Nadezhda Izhutina    | Russland    |
| 4     | Barbara Jezeršek     | Slowenien   |
| 5     | Lucia Anger          | Deutschland |
| 6     | Annika Löfström      | Schweden    |
| 7     | Anna Grushina        | Russland    |
| 8     | Maryna Lissohor      | Ukraine     |
| 9     | Timea Sara           | Rumänien    |
| 10    | Ksenia Konohova      | Russland    |

Datum: 8. September 2013